# António Ribeiro da Costa

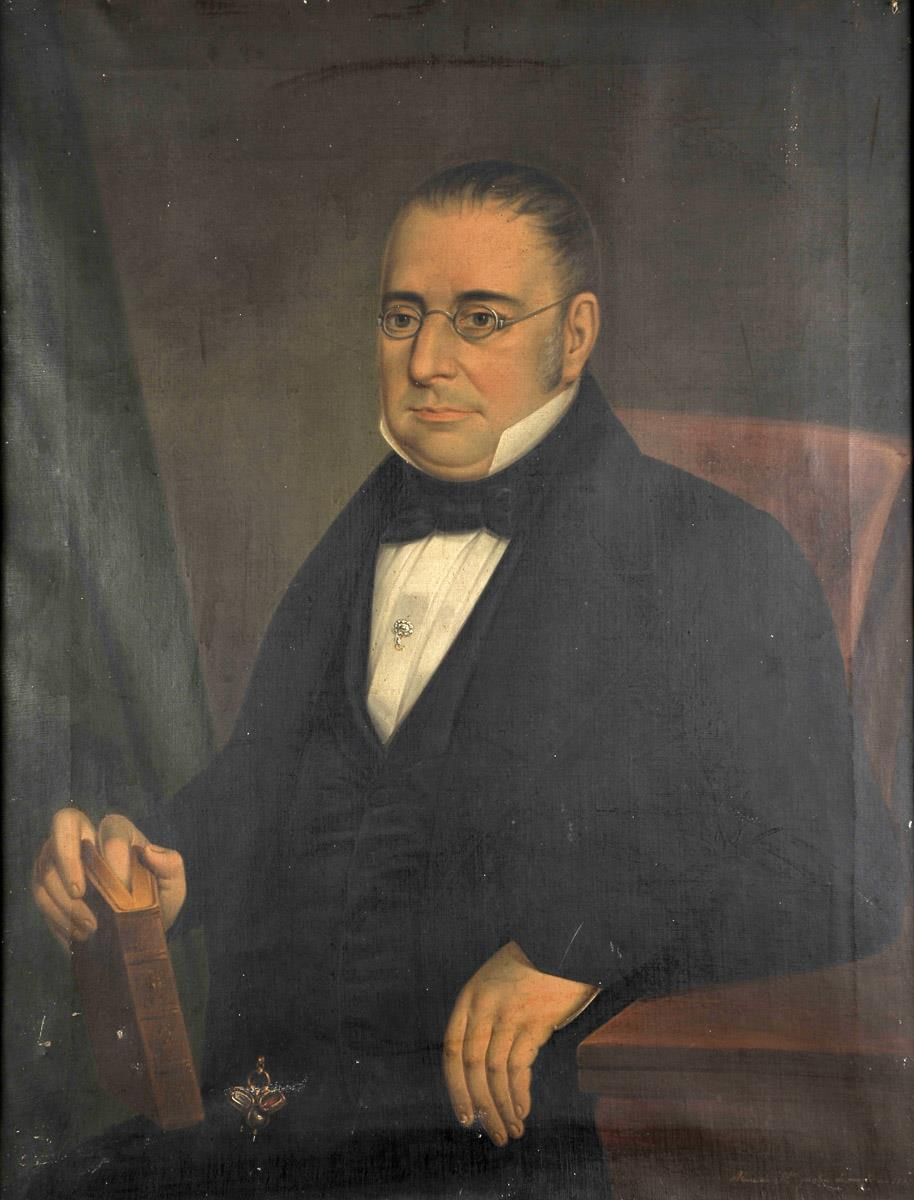
António Ribeiro da Costa, em retrato de Almeida Santos (1851).

António Ribeiro da Costa (1786 – 1851) foi um político português da Monarquia Constitucional.

## Carreira
Foi por duas vezes Presidente da Câmara Municipal de Vila Nova de Gaia; o seu primeiro mandato foi de 11 de Novembro de 1834 até 15 de Março de 1836, e o segundo de 28 de Fevereiro de 1837 a 09 de Janeiro de 1838. Foi Provedor da Santa Casa da Misericórdia do Porto entre os anos de 1840 e 1841.